# Martin Schumacher
Martin Schumacher (Dortmund, 28 giugno 1950) è uno statistico tedesco.
È stato direttore dell'Istituto di Biometria Medica e Statistica della Clinica Ospedaliera dell'Università di Friburgo in Brisgovia dal 1986 al 2017.

## Biografia
Martin Schumacher si laurea all'Università di Dortmund ottenendo un diploma di matematica e statistica nel 1974. Ha soggiornato a Dortmund e ha conseguito il dottorato nel 1977. Tra il 1975 e il 1979, ed il 1983 e il 1986, lavora come assistente di ricerca per il Prof. Siegfried Schach, e poi egli stesso in qualità di Professore di Statistica nella Scienza. Tra questi soggiorni a Dortmund, trascorre anche gli anni 1979-1983 a Heidelberg presso l'Istituto di Statistica Medica dell'Università di Heidelberg, guidato da Herbert Immich. Qui si qualifica come Professore nel 1982 con una tesi che si concentra sull'analisi dei dati di sopravvivenza.
Nel 1984 lavora come professore ospite presso il Dipartimento di Biostatistica dell'Università di Washington a Seattle. Diventa capo dell'Istituto di Biometria Medica e Statistica della Clinica Ospedaliera dell'Università di Friburgo, dall'aprile 1986 fino al suo pensionamento nel maggio 2017. Martin Schumacher è stato il Decano della Facoltà di Medicina dell'Università di Friburgo tra il 2001 e il 2003. È stato anche membro della Facoltà di Matematica e Fisica. Sotto la sua carica, è stato recentemente istituito il Centro di Trial Clinici, il Centro Cochrane Tedesco e il Registro dei Trial Clinici Tedeschi (DRKS).
Oltre a fare ricerca, Martin Schumacher ha sempre posto particolare attenzione alla formazione ed il tutoraggio di giovani ricercatori. Il libro Methodik Klinischer Studien di Schumacher e Schulgen è il primo libro su questo argomento in lingua tedesca e il manuale di testo standard in Germania. Sotto la guida di Martin Schumacher sono stati organizzati diversi simposi internazionali incentrati sulla metodologia statistica applicata in medicina.
Ha inoltre ospitato periodicamente conferenze sulla statistica medica in Oberwolfach e la Conferenza Internazionale Biometrica (IBC) nel 2002, nonché la terza riunione del Consorzio Tedesco in Statistica (DAGStat 2013). È stato invitato a dare il 21simo Bradford Hill Memorial Lecture nel 2012. Martin Schumacher è co-autore di oltre 250 pubblicazioni scientifiche e ha supervisionato più di 20 studenti di dottorato. Ha pubblicato numerosi articoli su vari aspetti metodologici e statistici dalla pianificazione all'analisi degli studi nel campo dell'epidemiologia clinica.